# Antiplanes major
Antiplanes major är en snäckart som beskrevs av Bartsch 1944. Antiplanes major ingår i släktet Antiplanes och familjen Turridae. Inga underarter finns listade i Catalogue of Life.